# Mesocyclops ferjemurami
Mesocyclops ferjemurami – gatunek widłonoga z rodziny Cyclopidae.
Nazwa naukowa tego gatunku skorupiaków została opublikowana w 2000 roku przez polską zoolog Marię Hołyńską i wietnamskiego zoologa Vu Sinh Nama. Gatunek opisano ze środkowego Wietnamu, północnych Indii i Sri Lanki. Holotyp (samica) i 3 paratypy pochodzą ze studni w Nha Trang (Vĩnh Ngọc) w prowincji Khánh Hòa w Wietnamie.  